# Chang Jiang (motorfiets)
| Deze Chang Jiang 750 cc zijklepper wordt nog steeds geproduceerd, maar is in feite een vooroorlogse BMW                                                                                                 |
| Deze CJ 750 heeft al een - op het oog moderne - kopklepmotor die erg veel op een BMW-motor uit de jaren 80 lijkt. De stoterstangen boven de cilinder verraden hier echter ook een veel ouder ontwerp... |

Chang Jiang (Grote Rivier) is een Chinees motorfietsmerk, dat tot 2008 werd gebouwd door Dong Tian Enterprise Co. Ltd. in Hangzhou.
Chang Jiangs (ook wel gespeld als Xiang Jiang) zijn volledige kopieën van de eerste Ural motoren. Dat waren weer nagebouwde BMW-modellen. De 750 cc zijklepmotoren die voornamelijk in driewielige transportvoertuigen zijn afgeleid van de BMW R 71, die ook model stond voor de Russische Urals en Dneprs. Black Star is een van de "westerse" namen voor de Chang Jiang-motorfietsen.
In 1956 zijn de Chinezen via Rusland aan de productiemachines gekomen toen de Russen overschakelden op kopklep-techniek. Het gerucht gaat dat sinds een fabrieksdelegatie begin jaren tachtig een bezoek bracht aan Duitsland en daarbij "voor de grap" twee Chang Jiang-blokken ruilde tegen twee BMW R 80-blokken, worden ook deze, althans uiterlijk, nagemaakt. Dat blijkt echter een verzonnen verhaal te zijn. In werkelijkheid heeft BMW China bezocht en enkele blokken meegenomen die later in racemotoren zijn gebruikt. Inwendig zijn het nog de modellen van vóór de "streep 5" serie, omdat de nokkenas nog boven de krukas ligt. Er zit wel sinds 1960 een startmotor op en de contactpuntjes liggen aan de zijkant van het blok.
De 750cc zware Chang Jiangs werden gebouwd in de Shanghai Motorfietsen Fabriek, de Lanying motorenfabriek in Hunan, de Shuzhou Chang Jiang Machinefabriek en waarschijnlijk ook bij de Hongdu Machinery Factory. Onder de namen Tai Shan, Dong Tian en Yangtze werden de 750 cc-modellen ook gebouwd in de Tai Shan Productie en Constructie Motorfietsen Fabriek en de Noord-China No. 2 Fabriek. Verder werden 750 cc motoren geleverd onder de naam Chang Dong.
Dong Tian is inmiddels een groothandel geworden en levert ook andere machines, zoals replica's van de (oude) Jawa 535 en de beroemde Solex-bromfiets. Verder de Crown Prince 50-, 70- en 90 cc customs met liggende cilinder, minibikes en quads.